# Poetic Justice (1993.)
Poetic Justice je američki dramski romantični film iz 1993., u kojem glume Janet Jackson, Tupac Shakur, Regina King i Joe Torry. Napisao ga je i režirao John Singleton.
Glavni lik, Justice, piše prekrasne pjesme koje recitira tijekom filma. Pjesme je ustvari napisala američka pjesnikinja Maya Angelou. Angelou se također pojavljuje u filmu kao jedna od triju starijih sestara, May, June i April (zovu ih "Kalendarske sestre") koje likovi susreću na obiteljskom okupljanju. Pred kraj filma pojavljuje se "The Last Poets", grupa pjesnika i glazbenika nastala krajem 1960-ih u SAD-u iz pokreta za ljudska prava.
Poetic Justice se našao na prvom mjestu kinoblagajni prvog vikenda prikazivanja, zaradivši 11,728.455 milijuna dolara.
Jackson je bila nominirana za Oscara, za najbolju pjesmu, a pjesma "Again" našla se na prvom mjestu liste Billboard Hot 100.

## Vanjske poveznice
- Poetic Justice na Rotten Tomatoes
- Poetic Justice na All Movie
- Poetic Justice  Arhivirana inačica izvorne stranice od 3. siječnja 2012. (Wayback Machine) (originalni scenarij)
- Poetic Justice na Open Media Database
- Poetic Justice  Arhivirana inačica izvorne stranice od 31. srpnja 2008. (Wayback Machine) na VH1